# Después del baile
Después del baile (Après le bal) es una película del director francés Georges Méliès, estrenada en 1897, a principios del cine mudo. Dura aproximadamente un minuto. La actuación es de Jeanne d'Alcy y Jane Brady.
Hay una breve escena de desnudo de espaldas, que tal vez sea la primera o una de las primeras de la historia del cine.

## Argumento
De vuelta de un baile, una señora se desnuda y se lava con la ayuda de su criada. 